# Bilibińska Elektrownia Atomowa
Bilibińska Elektrownia Atomowa (ros. Билибинская АЭС) – czynna  elektrociepłownia jądrowa uruchomiona za kołem podbiegunowym nieopodal Bilibina w latach 1974–1976.
Składa się z 4 reaktorów typu LWGR wytwarzających łącznie energię elektryczną o mocy 48 MW i ciepło do kopalni złota, ołowiu i rtęci oraz dla pobliskich osiedli.
W 2016 roku zapowiedziano zamknięcie elektrowni w roku 2019 i zastąpienie jej pływającą elektrownią "Akademik Łomonosow".

## Reaktory
| Nazwa bloku | Typ reaktora    | Producent | Właściciel    | Operator      | Rozpoczęcie budowy | Stan krytyczny  | Włącz. do sieci  | Rozp. pracy komercyjnej | Moc elektr. netto (MW) | Moc elektr. brutto (MW) | Moc termiczna (MW) |
| ----------- | --------------- | --------- | ------------- | ------------- | ------------------ | --------------- | ---------------- | ----------------------- | ---------------------- | ----------------------- | ------------------ |
| Bilibino-1  | EGP-6 typu LWGR |           | Rosenergoatom | Rosenergoatom | 1 stycznia 1970    | 11 grudnia 1973 | 12 stycznia 1974 | 1 kwietnia 1974         | 11                     | 12                      | 62                 |
| Bilibino-2  | EGP-6 typu LWGR |           | Rosenergoatom | Rosenergoatom | 1 stycznia 1970    | 7 grudnia 1974  | 30 grudnia 1974  | 1 lutego 1975           | 11                     | 12                      | 62                 |
| Bilibino-3  | EGP-6 typu LWGR |           | Rosenergoatom | Rosenergoatom | 1 stycznia 1970    | 6 grudnia 1975  | 22 grudnia 1975  | 1 lutego 1976           | 11                     | 12                      | 62                 |
| Bilibino-4  | EGP-6 typu LWGR |           | Rosenergoatom | Rosenergoatom | 1 stycznia 1970    | 12 grudnia 1976 | 27 grudnia 1976  | 1 stycznia 1977         | 11                     | 12                      | 62                 |